# DEB-Pokal der Frauen 2010
Der DEB-Pokal der Frauen 2010 wurde am 6. und 7. März 2010 im Sportforum Hohenschönhausen in Turnierform ausgespielt. Der Zweite der Fraueneishockey-Bundesliga-Saison 2009/10 ESC Planegg/Würmtal konnte sich im Finale gegen den Meister OSC Berlin durchsetzen.

## Teilnehmer und Modus
Qualifiziert waren für das Turnier die Mannschaften auf den ersten sechs Plätzen der bereits beendeten Meisterrunde. Die Teilnehmer wurden auf zwei Gruppen verteilt, die in einer Vorrunde eine Einfachrunde austrugen. Die jeweils Erst-, Zweit- und Drittplatzierten spielten gegeneinander um die Plätze 1, 3 und 5. Für die Vorrunde wurde die Spieldauer auf dreimal 15 Minuten begrenzt. Die Endrundenspiele wurden in drei Dritteln à 20 Minuten ausgetragen.
| Gruppe A          | Gruppe A       | Gruppe B          | Gruppe B            |
| ----------------- | -------------- | ----------------- | ------------------- |
| Liga- platzierung | Verein         | Liga- platzierung | Verein              |
| 2                 | OSC Berlin     | 1                 | ESC Planegg/Würmtal |
| 3                 | SC Riessersee  | 4                 | EC Bergkamen        |
| 6                 | ECDC Memmingen | 5                 | Kurpfalz Ladies     |

## Vorrunde

### Gruppe A
| 6. März 2010 8:00 Uhr | SC Riessersee J. Stapelfeldt (1:06) | 1:3 (0:1, 0:2, 1:0) Spielbericht | ECDC Memmingen M. Pokopec (7:47) L. Brugger (17:09) L. Klement (25:34) | Wellblechpalast, Berlin Zuschauer: 20 |

| 6. März 2010 12:00 Uhr | ECDC Memmingen K. Smith (20:36) A. Sabautzki (35:27) | 2:6 (0:2, 1:3, 1:1) Spielbericht | OSC Berlin V. Gasde (5:36) J. Friede (9:30) A. Scheytt (21:00) S. Götz (21:00) S. Frühwirt (25:38) A. Scheytt (44:44) | Wellblechpalast, Berlin Zuschauer: 128 |

| 6. März 2010 16:00 Uhr | SC Riessersee K. Smith (20:36) | 1:3 (0:0, 0:3, 1:0) Spielbericht | OSC Berlin A. Scheytt (19:26) F. Busch (24:18) M. Veličková (27:27) | Wellblechpalast, Berlin Zuschauer: nicht bekannt |

Tabelle
| Platz | Verein         | S3 | S2 | N1 | N0 | Tore | Punkte |
| ----- | -------------- | -- | -- | -- | -- | ---- | ------ |
| 1     | OSC Berlin     | 2  | 0  | 0  | 0  | 9:3  | 6      |
| 2     | ECDC Memmingen | 1  | 0  | 0  | 1  | 5:7  | 3      |
| 3     | SC Riessersee  | 0  | 0  | 0  | 2  | 2:6  | 0      |

### Gruppe B
| 6. März 2010 10:00 Uhr | EC Bergkamen M. Zöpnek (1:06) C. Schneidereit (6:23) A. Lanzl (06:42) M. Hanke (15:51) N. Schmitten (19:06) A. Lanzl (29:31) A. Lanzl (33:41) A. Lanzl (41:02) N. Schmitten (44:17) | 9:2 (3:0, 3:1, 3:1) Spielbericht | Kurpfalz Ladies T. Hentschke (25:08) A. Kuhn (33:06) | Wellblechpalast, Berlin Zuschauer: 20 |

| 6. März 2010 14:00 Uhr | Kurpfalz Ladies | 0:10 (0:2, 0:6, 0:2) Spielbericht | ESC Planegg/Würmtal S. Rumswinkel (5:23) L. Schuster (11:39) L. Schuster (15:20) S. Rumswinkel (20:07) F. Meinicke (20:44) M. Pink (21:00) S. Rumswinkel (26:28) B. Evers (29:29) B. Evers (35:04) S. Rumswinkel (36:45) | Wellblechpalast, Berlin Zuschauer: 128 |

| 6. März 2010 18:00 Uhr | EC Bergkamen M. Zöpnek (3:51) | 1:3 (1:0, 0:1, 0:2) Spielbericht | ESC Planegg/Würmtal S. Rumswinkel (23:32) S. Kratzer (31:43) B. Evers (43:53) | Wellblechpalast, Berlin Zuschauer: nicht bekannt |

Tabelle
| Platz | Verein              | S3 | S2 | N1 | N0 | Tore | Punkte |
| ----- | ------------------- | -- | -- | -- | -- | ---- | ------ |
| 1     | ESC Planegg/Würmtal | 2  | 0  | 0  | 0  | 13:1 | 6      |
| 2     | EC Bergkamen        | 1  | 0  | 0  | 1  | 10:5 | 3      |
| 3     | Kurpfalz Ladies     | 0  | 0  | 0  | 2  | 2:19 | 0      |

## Endrunde

### Spiel um Platz 5
| 7. März 2010 10:00 Uhr | SC Riessersee J. Geml (10:18) I. Heitzer (24:21) J. Geml (44:35) S. Florian (45:10) N. Marx (52:06) C. Berndaner (58:11) | 6:1 (1:0, 1:0, 4:1) Spielbericht | Kurpfalz Ladies T. Hentschke (49:09) | Wellblechpalast, Berlin Zuschauer: 20 |

### Spiel um Platz 3
| 7. März 2010 12:30 Uhr | ECDC Memmingen K. Smith (33:03) | 1:2 (0:1, 1:1, 0:0) Spielbericht | EC Bergkamen N. Schmitten (16:34) M. Pötzsch (36:52) | Wellblechpalast, Berlin Zuschauer: 30 |

### Finale
| 7. März 2010 15:00 Uhr | OSC Berlin S. Götz (33:21) S. Weyand (42:59) | 2:4 (0:1, 1:1, 1:2) Spielbericht | ESC Planegg/Würmtal M. Bittner (9:17) L. Schuster (25:01) F. Meinicke (48:40) S. Rumswinkel (49:25) | Wellblechpalast, Berlin Zuschauer: 30 |

## Endstand
Nach 2005 holte der ESC Planegg/Würmtal zum zweiten Male den Pokal. Beim ersten Male wurde er allerdings noch am grünen Tisch vergeben, diesmal auf dem Eis.
| Platz | Verein              |
| ----- | ------------------- |
|       | ESC Planegg/Würmtal |
|       | OSC Berlin          |
|       | EC Bergkamen        |
| 4.    | ECDC Memmingen      |
| 5.    | SC Riessersee       |
| 6.    | Kurpfalz Ladies     |